# ياكوبس كابتين
ياكوبس كابتين (بالهولندية: Jacobus Cornelius Kapteyn)‏هو يعقوب كورنييلوس كابتين الفلكي الهولندي المولد بتاريخ 19 يناير 1851 في بارنيفلد والمتوفي بتاريخ 18 يونيو 1922 في أمستردام, وقد عمل كابتين في كل من ليدن وجروننجن, كما اشتغل بالفوتومتري والحركة الذاتية للنجوم والإحصاء النجمي وتركيب مجرة درب التبانة, وانتقل في أبحاثه الاحصائية النجمية من الطريقة التحليلية إلى الطريقة العددية (نسق كابتين), وشرع نظام المساحات المختارة التي تسنى أيضاً حقول كابتين, وقد أصدر كابتين مصنفاً كبيرا يحتوي على لمعان النجوم في نصف الكرة الجنوبي.

## روابط خارجية
- ياكوبس كابتين على موقع الموسوعة البريطانية (الإنجليزية)
- ياكوبس كابتين على موقع إن إن دي بي (الإنجليزية)